# Philip Azango
Philip Azango Elayo (sinh ngày 21 tháng 5 năm 1997) là một cầu thủ bóng đá Nigeria thi đấu ở vị trí tiền vệ cánh cho AS Trencin.